# Herpelidae
Herpelidae is een familie van wormsalamanders (Gymnophiona) uit de familie Caeciliidae. De groep werd voor het eerst wetenschappelijk beschreven door Raymond Ferdinand Laurent in 1984.
Er zijn negen soorten in twee geslachten die voorkomen in Afrika.

## Taxonomie
Familie Herpelidae
- Geslacht Boulengerula
- Geslacht Herpele